# Aldearrodrigo
Aldearrodrigo – gmina w Hiszpanii, w prowincji Salamanka, w Kastylii i León, o powierzchni 8,41 km². W 2011 roku gmina liczyła 165 mieszkańców.